# Christoph 8
Christoph 8 ist der Funkrufname eines am St.-Marien-Hospital Lünen stationierten Rettungshubschraubers, der am 23. Dezember 1974 in Dienst gestellt wurde. Ende 2024 feierte der Hubschrauberstandort sein 50-jähriges Bestehen.

## Geschichte
Da Mitte der 1970er Jahre nicht genug Geld für den Bau einer Luftrettungsstation und die Anschaffung eines Hubschraubers vorhanden war, startete das ADAC-Präsidium in einer Öffentlichkeitskampagne eine Spendenaktion durch den Verkauf der Schallplatte Stars singen für Christoph 8. Die gespendeten 1,3 Millionen D-Mark wurden beim Frühjahrs-ADAC-Kongress 1974 an den damals amtierenden Bundesinnenminister Hans-Dietrich Genscher übergeben.
Am 23. Dezember 1974 wurde der Standort Christoph 8 offiziell eröffnet und in Dienst gestellt. Für die Alarmierung war damals noch die Leitstelle der Feuerwehr Lünen verantwortlich. 1978 übernahm dies die Rettungsleitstelle des Kreises Unna. Die ersten Piloten waren von der Bundesgrenzschutzfliegerstaffel West, Sankt Augustin (bis zum 30. September 1975). 
Die Ärzte werden heute durch die Klinik für Anästhesiologie und Intensivmedizin des Klinikums Lünen St.-Marien Hospital gestellt. Zum Einsatz kommen ausschließlich notfallmedizinisch erfahrene Fachärzte der Anästhesiologie. Die drei Notfallsanitäter/HEMS TC sind alle bei der ADAC Luftrettung gGmbH angestellt. Auch sie besitzen eine langjährige Erfahrung.
Mitte 1975 bis 1978 stellte das Transportregiment Faßberg (Lüneburger Heide) der Bundeswehr mit einer Bell UH-1D die Luftrettung sicher. Danach wurden wieder Piloten des Bundesgrenzschutzes/Bundespolizei mit einer BO 105 eingesetzt. Seit dem 1. April 2005 wird die Station von der ADAC-Luftrettung gGmbH betrieben, und die BO 105 wurde durch einen Eurocopter EC 135 ersetzt.

## Einsatzbereich
Der Einsatzbereich von Christoph 8 umfasst einen Radius von 50 km um den Standort Lünen. So werden das nordöstliche Ruhrgebiet sowie Teile des Münsterlandes und des Sauerlandes abgedeckt:
- Kreis Coesfeld
- Kreis Recklinghausen
- Kreis Soest
- Kreis Warendorf
- Kreis Unna
- Ennepe-Ruhr-Kreis
- Hochsauerlandkreis
- Märkischer Kreis
- Bochum
- Dortmund
- Hagen
- Hamm
- Herne

Im gesamten Einsatzbereich (ca. 7854 km²) leben etwa 4 Millionen Einwohner.

## Einsatzstatistik
| Jahr     | 1975 | 1980 | 1990 | 2000 | 2010 | 2011 | 2012 | 2013 | 2014 | 2015 | 2016 | 2017 | 2018 |
| Einsätze | 0576 | 0917 | 1002 | 1063 | 1299 | 1430 | 1387 | 1361 | 1326 | 1297 | 1162 | 1238 | 1202 |

## Zwischenfälle
Am 15. Mai 2016 geriet bei einer Landung eine Bauplane in den Rotor. Der beschädigte Hubschrauber (D-HOFF) wurde per Tieflader abtransportiert. Verletzt wurde niemand.

## Sonstiges
Der Name Christoph 8 geht auf den heiligen Christophorus zurück, den Schutzpatron der Autofahrer. Nach ihm tragen alle deutschen Rettungshubschrauber den BOS-Funk-Rufnamen Christoph, gefolgt von einer Nummer.